# Heinrich Proch
Pour les articles homonymes, voir Proch.
Heinrich Proch est un compositeur, musicien et professeur autrichien, né à Vienne le 22 juillet 1809 et mort dans la même ville le 18 décembre 1878.

## Biographie
Proch reçut des cours de violon à Wiener Neustadt, où son père était avocat régional à partir de 1819, avec le violoniste de la ville Smolleck et le violoniste Joseph Benesch, ainsi que des cours de basse continue et de composition avec Anton Herzog, le directeur de l'école secondaire de la ville et regenschori de l'église paroissiale et de l'église de Neukloster.
Après des études de droit de 1828 à 1832 à l'université de Vienne, il complète sa formation de violoniste à Vienne, où il est né. Il a ensuite travaillé pour la mairie de Vienne.

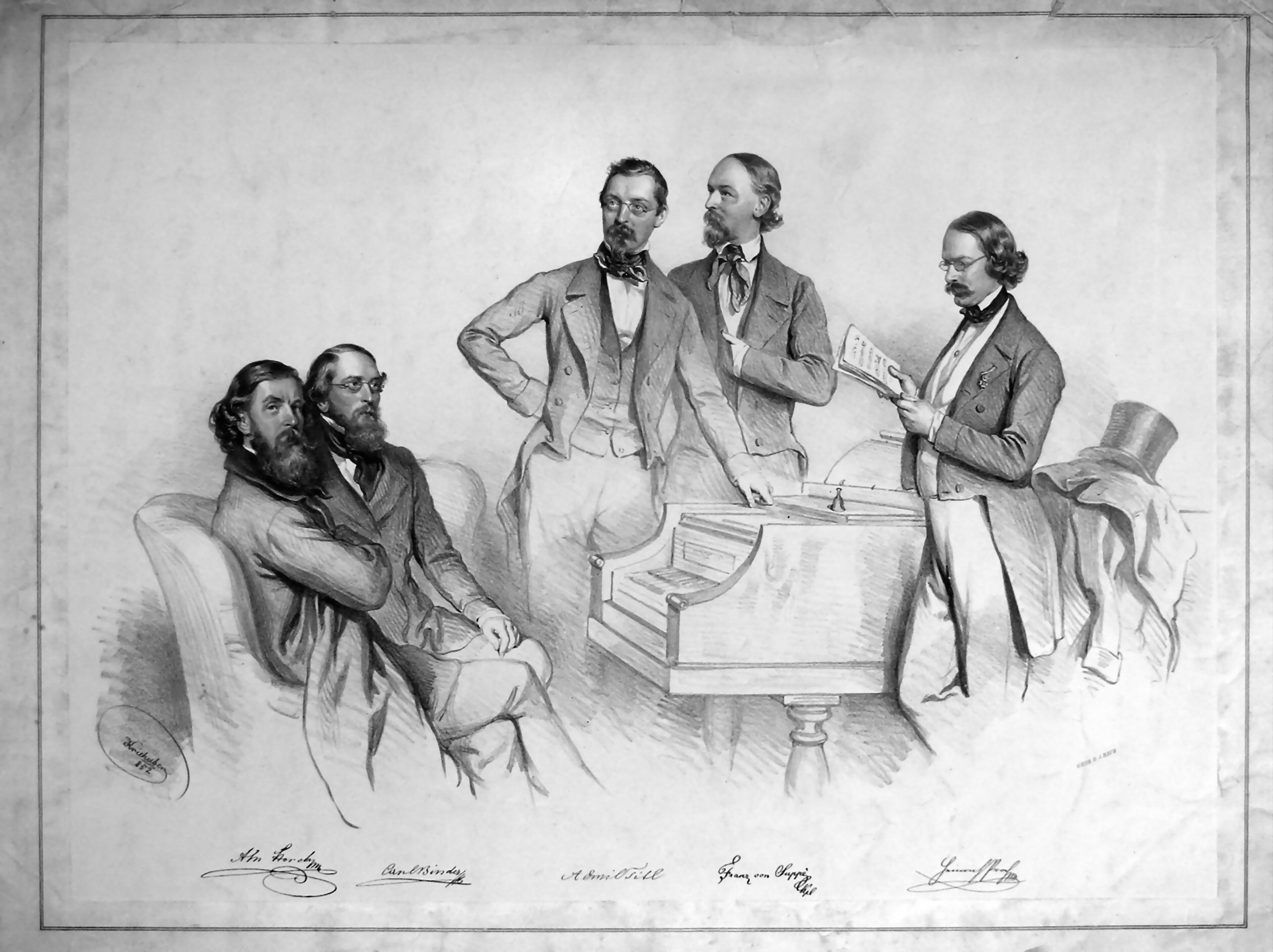
Heinrich Proch en compagnie de Binder, Storch, Suppé et Titl, lithographie de Josef Kriehuber, 1852.

De 1834 à 1867, il est membre de la Hofkapelle de Vienne.  Il est parallèlement kapellmeister au Theater in der Josefstadt entre 1837 et 1840. En 1840, il devient ensuite premier kapellmeister au Theater am Kärntnertor, l'ancêtre de l'opéra d’État de Vienne. Durant cette période, il enseigne également le chant. Il occupa ce poste jusqu'à sa retraite en 1870.
Il compta parmi ses élèves des artistes comme A. Materna, Dustmann-Meyer, T. Tietjens, M. Peschka. Sa fille Louise Proch est devenue célèbre en tant que chanteuse et actrice.
En 1899, à Vienne-Penzing (14e arrondissement), la Prochstraße porte son nom.

## Œuvres principales
Il est l'auteur d'un opéra, de trois opérettes, de musique de scène, de musique pour orchestre, de musique de chambre et de plus de 200 lieder. Il a été récompensé pour sa traduction des livrets d'opéras italiens, notamment Il Trovatore de Giuseppe Verdi et Don Pasquale de Gaetano Donizetti.

### Œuvres orchestrales
- Thème et variations sur « Deh torna mio bene, mio tenere amor », pour soprano colorature et orchestre, op. 164

### Œuvres pour orchestre d'harmonie
- Gratzer National-Garde-Marsch, op. 148 (1948)
- Das Alphorn, fantaisie
- Großer Walzer
- Solo de Clarinette, pour clarinette et orchestre

### Opéra
- Ring und Maske, Vienne, 1948

### Opérettes
- Die Blutrache, Vienne, 1846
- Zweiter und dritter Stock, 1847
- Der gefährliche Sprung, Vienne,1849

### Musique de scène
- Die schlimmen Frauen im Serail

### Musique de chambre
- Premier quatuor à corde, op. 12
- Lied ohne Worte, pour cor et piano, op. 163

### Lieder
Plus de 200 opus

## Sources
- (en) Cet article est partiellement ou en totalité issu de l’article de Wikipédia en anglais intitulé « Heinrich Proch » (voir la liste des auteurs).